# Aryong-Jong
Aryong-Jong är en koreansk gudinna.  Hon är regnets gudinna i traditionell koreansk mytologi. 
Hon var enligt legenden dotter till en drake och gifte sig med en man som också var son till en drake, och tillsammans blev de kungariket Sillas första kungapar. Efter döden dyrkades hon som regnets gudinna. Hon åkallades under torkperioder genom bön parallellt med att hälla vatten genom en sikt, simulerande regnfall. Den källa hon antogs härstamma från blev ett pilgrimsmål för kvinnor som önskade bli gravida. 